# Haager Vergleich
Der Haager Vergleich, auch Haagischer Akkord genannt, ist ein unter Vermittlung der niederländischen Generalstaaten zwischen Graf Enno III. und der Stadt Emden am 8. April 1603 in Den Haag geschlossener Vertrag.  Der Haager Vergleich zog endgültig einen Schlussstrich unter die „Emder Revolution“ von 1595. Er nahm den Regenten der Grafschaft Ostfriesland den letzten Einfluss auf Emden und sicherte den Ostfriesischen Ständen das Recht zu, sich selbständig zu versammeln, falls der Graf die Einberufung verweigerte. Heute existieren zwei Urkunden des Vertrages. Eine lagert im Niedersächsischen Landesarchiv (Abteilung Aurich), die andere im Stadtarchiv von Emden. Ein Digitalisat ist online verfügbar.

## Inhalt
Der Haager Vergleich umfasst 15 Kapitel und ist in niederdeutscher Sprache abgefasst. Im Vertrag wurde der Stadt Emden die Eingliederung ihrer Vorstädte betätigt. Des Weiteren erhielt die Stadt die Steuerhoheit innerhalb ihrer Grenzen. Auch die militärische Oberhoheit ging auf den Magistrat über, was Emden de facto zu einer freien Reichsstadt machte. So war im Vertrag geregelt, dass Emden eine von den ostfriesischen Ständen finanzierte ständige Garnison von 600 bis 700 Mann Stärke erhalten sollte. Auch der Einfluss der Generalstaaten auf Emden wurde festgeschrieben, denn der Kommandant der städtischen Garnison durfte zuvor weder in gräflichen noch in emdischen Diensten gestanden haben, was de facto bedeutete, dass er ein Niederländer sein musste.

## Hintergrund
Während der Emder Revolution siegten die Emder über Graf Edzard II. und vertrieben ihn aus der Stadt. Unterstützung erhielt die Stadt Emden dabei durch Truppen der Generalstaaten. Nach dem Sieg schlossen der Graf, die Ostfriesischen Stände und die Stadt Emden am 7. November 1595 einen Vertrag. Dieser konnte den Frieden jedoch nur kurzzeitig wiederherstellen. Die Spannungen spitzten sich in der Folge zu und mündeten ab 1600 in einen offenen Bürgerkrieg zwischen der Stadt Emden auf der einen Seite sowie Enno III. und dessen gräflichen Landesteilen auf der anderen Seite. Wiederum unterstützten die Generalstaaten die Emder. Am 4. Oktober 1602 kam es an der von Enno angelegten Logumer Schanze zu einem größeren Gefecht, das bis zum 14. Oktober andauerte. Aus diesem gingen die Emder als Sieger hervor. Graf Enno zog sich nach Esens im Harlingerland zurück, das er in Personalunion regierte. Von dort aus floh er ins Ausland und übertrug die Regierungsgeschäfte seiner Frau Anna von Holstein. Emder Truppen unter dem Befehl des niederländischen Generals Werner van den Houte besetzten Ostfriesland, plünderten und trieben Kriegssteuern ein, wobei auch die Kirchen nicht verschont blieben. Dieser Bürgerkrieg richtete in Ostfriesland noch vor der Stationierung Mansfelder Truppen im Dreißigjährigen Krieg große Verheerungen an. Im Februar 1603 erschien Enno III. dann in Den Haag, woraufhin die Stadt Emden ihrerseits Vertreter in die Generalstaaten entsandte, um die Verhandlungen zum Haager Vergleich zu führen. Es waren ungleiche Verhandlungen, an deren Ende der Graf unter der Androhung von Krieg (durch die Generalstaaten) zur Unterschrift unter einen diktierten Vertrag genötigt wurde.
Nur widerstrebend unterschrieb Enno III. den Vertrag dann am 8. April 1603, nachdem er zuvor noch gezögert hatte. Die Worte des Vermittlers der Generalstaaten „Ihr sollet willigen, was wir wollen oder Kriegh haben“, hatten ihre Wirkung nicht verfehlt.